# Jorge Trasante

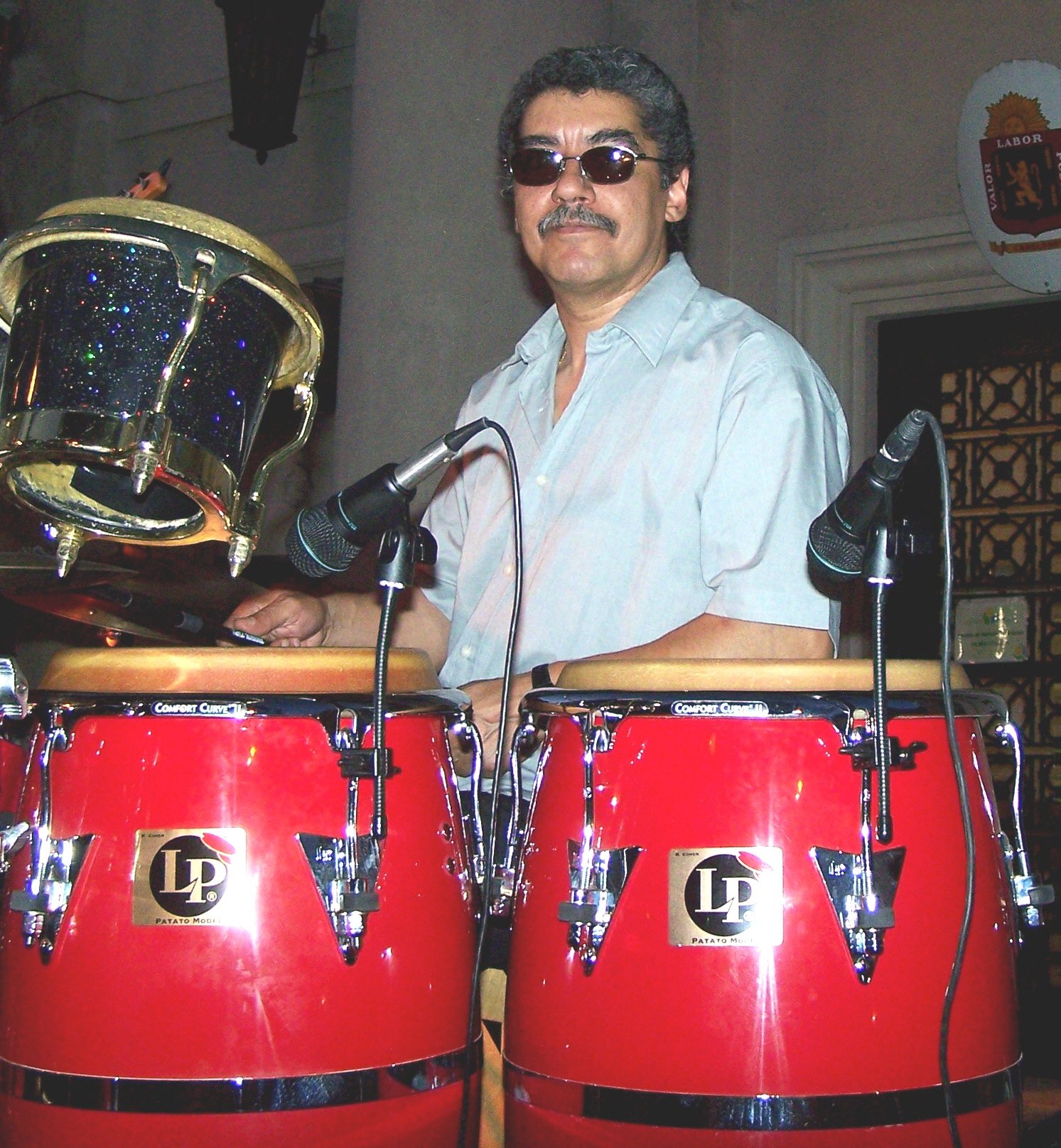
Jorge Trasante en diciembre de 2007.

Jorge Trasante (Montevideo; 17 de octubre de 1953) es un percusionista y compositor uruguayo que integró varios grupos de renombre internacional, y que cuenta con más de 40 años de trayectoria artística.

## Primeros años
Nació en el 17 de octubre de 1953 en Montevideo, se nutrió de los ritmos del carnaval, lo que lo llevó a inclinarse por la música afrouruguaya, caracterizada por la percusión. Sus primeros pasos en el ámbito musical los da con su padre, Valentin Trasante, músico y compositor de renombre en su país.
Pertenece a una generación fermental de la música uruguaya, en la que pueden ubicarse a Eduardo Mateo, Urbano Moraes, Pippo Spera, Federico García Vigil, Carlos Pájaro Canzani, Jorge Lazaroff y Rubén Rada, entre otros.
Entre 1974 y 1975 se integró a varias bandas de poca notoriedad, como Días de Blues y La Banda Latina, Delirium Tremens Blues y Zacarías.
En 1975 graba su primer álbum como solista, llamado Folklore Afro Uruguayo realizado íntegramente con instrumentos de percusión. Al año siguiente graba junto a Eduardo Mateo el disco Mateo y Trasante.

## Emigración
Debido a la situación política del país, en 1977 emigró a París en donde alternó en distintos grupos como El Combo Bacán junto a Jorge Pinchevsky y Emilio Arteaga, el Quinteto de Latin Jazz de Alfredo Rodríguez, Azuquita y su Melao de Camilo Azuquita Argúmedez, y Son Caribe, entre otros.
A fines de ese año, tuvo su primer contacto con los Gipsy Kings, banda a la que se integraría en 1987, y en la que permanecería hasta el 2001.
En el año 2003 formó un dúo con Gustavo Casenave, con el cual dio un gran recital en el Teatro Solís de Montevideo.

## Regreso
Luego de casi 30 años de vivir en París, Jorge Trasante vuelve a Uruguay en el año 2006.
En el año 2007 realiza actuaciones con el UY TRIO (integrado por Jorge Trasante, Alberto Magnone y Federico Righi), en la cual se presentan junto con distintos artistas como el saxofonista francés Jean Marc Padovani, o la cantante Ana Karina Rossi. Ese año también acompaña a Sabrina Lastman en la presentación de su disco debut "Los Pliegues del Alma".
Desde el 2007 hasta la fecha acompaña de forma estable junto a Gustavo Montemurro y a Cono Castro al dúo Larbanois & Carrero.

## Discografía

### Solista o en colaboración
- Mateo y Trasante (sello Sondor, junto a Eduardo Mateo. 1976)
- Folklore Afro Uruguayo (sello Sondor, 1977)
- Darvin y Trasante (junto a Roberto Darvin. Orfeo, 1987)
- Until dawn (Ayuí / Tacuabé a/e117k, 1992)
- Escenario (con Pippo Spera. Ayuí / Tacuabé ae266cd, 2003)
- Dvd Concierto 30 años Larbanois & Carrero. Montevideo Music Grup, 2009)
- Cd Historias Larbanois & Carrero. Montevideo Music Grup, 2010)
- Dvd 4 en Línea Larbanois & Carrero. Montevideo Music Grup, 2011)
- Cd 4 en Línea Larbanois & Carrero. Montevideo Music Grup, 2012)

### Con Gipsy Kings
- Luna de Fuego (1983)
- Gipsy Kings (1987)
- Mosaique (album) (1989)
- Allegria (1991)
- Este Mundo (1991)
- Live (1992)
- Love and Liberté (1993)
- Greatest hits (1994)
- The Best of the Gipsy Kings (1995)
- Tierra Gitana (1996)
- Compás (1997)
- Cantos de Amor (1998)
- Volare (1999)
- Hit collection 2 (2000)
- Somos Gitanos (2001)
- Cita con los ángeles (2003)
- Rare & unplugged (2003)
- Roots (2004)